# میناخور
میناخور (به لاتین: Minaxür) یک منطقه مسکونی در جمهوری آذربایجان است که در شهرستان قوسار واقع شده است. میناخور ۲۴۲ نفر جمعیت دارد.